# Гаськов, Алексей Вячеславович
Алексей Вячеславович Гаськов (род. 1 июня 1975, Бердск, Новосибирская область, РСФСР, СССР) — российский насильник и педофил. Является основным подозреваемым в совершении серии убийств минимум 10 девушек на территории Московской и Новосибирской областях в период с июля по ноябрь 2002 года. Являлся близким другом серийного убийцы Михаила Юдина, убившего как минимум 5 девушек в Бердске и Новосибирске в период с августа 1998 по декабрь 2002 года. Алексей Гаськов находился под вниманием правоохранительных органов с 2002 года, но был разоблачен лишь спустя 22 года.

## Биография

### Детство и юность
Алексей Гаськов родился 1 июня 1975 года в Бердске. Детство и юность провел в социально благополучной обстановке. Имел младшего брата Александра. Обладая харизмой и привлекательной внешностью, Гаськов в школьные годы был популярен среди сверстников, имел множество друзей, знакомых и репутацию местного шута, благодаря чему, обучаясь в старших классах решил получить профессию актера театра и кино. В 1993 году, после окончания средней школы, Алексей Гаськов был призван в Вооружённые силы Российской Федерации. Службу Гаськов проходил в пограничных войсках. После демобилизации, Гаськов поступил в Новосибирский государственный театральный институт, однако в тот период он начал злоупотреблять алкогольными напитками, вследствие чего из-за неуспеваемости и хронических прогулов вскоре был отчислен из учебного заведения. В конце 1990-х годов много свободного времени Алексей Гаськов стал проводить со своим близким другом Михаилом Юдиным, с которым они совместно употребляли алкогольные напитки и пытались знакомиться с девушками. В начале 2002 году Гаськов покинул Бердск и переехал в Москву. Пытаясь получить профессию актера, он сумел поступить во Всероссийский государственный институт кинематографии имени С. А. Герасимова, где 6 месяцев проучился на курсе Эммануила Виторгана. Обучаясь в институте, Алексей снова начал злоупотреблять спиртными напитками. По его собственным словам, в состоянии алкогольного опьянения он чувствовал себя увереннее и мог побороть свою скованность, однако преподавательский состав института не оценил его методы, вследствие чего Гаськов был отчислен из ВГИКа летом 2002 года. На протяжении следующих нескольких месяцев он продолжать проживать на территории Московской области и работал водителем. В ноябре того же года он покинул Москву и вернулся в Бердск.

### Проблемы с законом
В поле зрение милиции Гаськов попал после убийства девушки в Бердске, в доме, расположенном на улице Рогачева. В милицию Бердска  позвонила женщина и сообщила, что нашла свою дочь Юлию Забиранник мертвой в собственной квартире. По результатам судебно-медицинской экспертизы было установлено, что  девушка была изнасилована и задушена. На месте совершения убийства сотрудники правоохранительных органов обнаружили следы застолья. На кухне были найдены тарелки с закусками, стопки и недопитая бутылка водки, однако отпечатков пальцев на них обнаружено не было. Под столом на кухне следователи нашли пустую банку из-под пива, на которой были обнаружены отпечатки пальцев Алексея Гаськова, который до этого неоднократно подвергался задержанию представителями правоохранительных органов за антиобщественное поведение в состоянии алкогольного опьянения. Гаськов был задержан и подвергнут допросу, в ходе которого неожиданно признался в совершении убийства Юлии Забиранник и в совершении  убийств других девушек на территории Бердска. В 1999-2002 годах серийный убийца нападал на женщин, насиловал, грабил, после чего убивал посредством удушения. Возраст жертв варьировался от 16 до 25 лет. Убитые девушки были одеты в джинсы, из-за чего убийцу прозвали «джинсовым маньяком». Знакомство Гаськова с Юлией Забиранник в ходе расследования подтвердила одна из ее подруг.

Из показаний Людмилы Коноваловой, коллеги убитой девушки:
Примерно в начале недели с 2 по 8 декабря 2002 года, когда я и Забиранник Ю. В. работали во вторую смену на предприятии "Мастер и К", Забиранник Ю. В. в процессе беседы сообщила, что ей известно, что ее знакомый Гаськов Алексей Вячеславович приехал из города Москвы. При этом Забиранник сказала, что ей очень хочется с ним увидеться.
Результаты криминалистической экспертизы показали соответствие группы крови Алексея Гаськова с группой крови «Бердского маньяка». Ознакомившись с экспертизами, Гаськов, к удивлению детективов, написал явку с повинной по всем эпизодам и был этапирован под конвоем на места совершения убийств, однако в ходе следственных экспериментов неверно указывал места обнаружения трупов и стал путаться в показаниях, в частности не смог точно объяснить, как именно расправлялся с жертвами.

Из воспоминаний Олега Акрайнцева, экс-начальника отделения отдела по раскрытию особо тяжких преступлений против личности УУР ГУВД Новосибирской области:
Я могу охарактеризовать его (Гаськова) одним словом – клоун. На допросах он начал проявлять свои актерские способности. Входил в роль, что называется. И кто-то даже верил. Коллеги говорили, так, может, он и есть «бердский маньяк», а я не верил. Когда поехали на следственный эксперимент, он растерялся. Не знал, куда идти, ничего не знал. Стоял глазами хлопал и думал, что его поведут на место преступления. Следственный эксперимент показал, что он, скорее всего, непричастен.
После получения результатов ДНК-экспертизы и разоблачения Михаила Юдина в совершении серийных убийств на территории Бердска в сентябре 2003 года, подозрения с Алексея Гаськова были сняты, однако он стал подозреваться в совершении убийства на территории Московской области. 8 ноября 2002 года там была убита племянница советника президента Республики Перу – 23-летняя Агнес Каролина Сантистебан.

Из воспоминаний Олега Акрайнцева:
Выяснили, что в тот период времени он жил в Подмосковье, как раз недалеко от общежития, около которого нашли тело иностранки. Сразу после ноябрьских праздников он уехал.
Во время допроса Гаськов неожиданно признался в убийстве девушки, однако очевидных доказательств его причастности к этому на тот момент найдено не было.
Михаил Юдин после своего ареста заявил на допросе, что в вечер убийства Юлии Забиранник находился на кухне с Алексеем Гаськовым, после чего ему предъявили обвинения в соучастии в убийстве. Однако в ходе судебных разбирательств Юдин отказался от своих первоначальных показаний, и причастность Гаськова к совершению убийства Забиранник доказать не удалось. В августе 2004 года с Алексея Гаськова сняли обвинение в изнасиловании (ст.131 УК РФ), насильственных действиях сексуального характера (ст.132) и убийстве (ст.105), после чего отпустили из-под стражи в зале суда. Через год он принял участие в съемках телевизионной передачи «Криминальная Россия».

Из интервью Гаськова съемочной группе телевизионной передачи «Криминальная Россия»:
Когда открыли клетку, как оттуда выходил, я просто не помню. Была радость, что наконец-то свершилось правосудие.
После освобождения Алексей Гаськов устроился водителем маршрутного такси и стал сожительствовать с женщиной, которая имела дочь от первого брака. В мае 2006 года он напоил и изнасиловал 11-летнюю дочь своей сожительницы и заразил ее венерическим заболеванием. Девочка заявила об этом своей матери только лишь через месяц, после чего сожительница Гаськова обратилась в милицию и он был задержан 26 июня 2006 года.

Старший следователь прокуратуры Бердска Станислав Золотарев так прокомментировал расследование этого дела:
Это было дважды, но в один и тот же период, с небольшим разрывом. Это было ночью, девочка осталась ночевать у него в квартире, и он воспользовался этим, — рассказывал старший следователь прокуратуры Бердска Станислав Золотарев. — Девочка рассказала матери не сразу, поскольку опасалась Гаськова. Тем более дети не совсем понимают в таком возрасте, что с ними происходит.
Во время допроса Гаськову удалось бежать из здания Следственного комитета. Сначала ему удалось выйти из кабинета следователя, а затем покинуть здание. Вскоре его задержал наряд ДПС в рамках объявленной в Бердске операции «Перехват». По итогам расследования ему было предъявлено обвинение по ч. 3 ст. 132 УК РФ («Совершение насильственных действий сексуального характера в отношении лица, заведомо не достигшего 14-летнего возраста»). Помимо обвинения в совершении изнасилования, ему было предъявлено обвинение в совершении грабежа, который он совершил осенью 2005 года. В ходе судебного процесса Алексей Гаськов отрицал свою вину и заявлял, что это провокация со стороны правоохранительных органов за его поведение во время расследование преступлений, которых совершил Юдин. Однако суд не поверил его доводам и поддержал сторону государственного обвинения. 27 апреля 2007 года он был признан виновным, после чего суд назначил ему уголовное наказание в виде 10,5 лет лишения свободы. Кроме этого, суд удовлетворил иск потерпевших и обязал Гаськова выплатить 70 тысяч рублей в качестве компенсации за моральный вред семье изнасилованной девочки и 9 тысяч в качестве компенсации за моральный вред ограбленной женщине.
В годы тюремного заключения Гаськов поддерживал отношения со своим младшим братом Александром, который постоянно навещал его в тюрьме и в отличие от него никогда не был замечен в ведении криминального образа жизни. Гаськов-младший посвятил жизнь спасению людей и на этом поприще достиг выдающихся результатов. Александр Вячеславович Гаськов дослужился до звания капитана внутренней службы МЧС, после чего в 2017 году вышел на пенсию и возглавил «Испытательную пожарную лабораторию» в Новосибирске. Отбыв в тюремном заключении около 10 лет, Алексей Гаськов вышел на свободу, после чего вернулся в Бердск. В социальных сетях он взял себе псевдоним «Алексей Волк». На  страницах своих аккаунтов Гаськов делился фотографиями с друзьями и раздавал советы на русско-язычном интернет-портале «Mail.ru». На сайтах объявлений Алексей Гаськов продолжительное время безуспешно пытался продать нарды, уверяя покупателей в том, что они являются уникальными и были сделаны на территории исправительной колонии. Первоначально он пытался продать нарды за  1200 000 рублей, но позже снизил цену до 11 тысяч рублей.

### Разоблачение в серийных убийствах
В июле 2024 года сотрудники следователи и криминалисты ГСУ СК России по Московской области, а также сотрудники ГУУР МВД России приняли решение о проведении экспертного исследования вещественных доказательств по делу о серии убийств девушек на территории Московской области в 2002 году. Была проведена ДНК-экспертиза биологических образцов преступника, которые были обнаружены на телах девушек. По данным следствия преступник нападал на девушек в темное время суток, причинял им повреждения, лишающие жертву возможности оказать сопротивление, после чего совершал сексуальное насилие, а затем убивал. Результаты экспертизы показали соответствие генотипического профиля убийцы с генотипическим профилем Алексея Гаськова, который был арестован и этапирован на территорию Московской области. Расследованием уголовного дела стало заниматься первое управление по расследованию особо важных дел ГСУ СК России по Московской области. На допросе Алексей Гаськов признал свою вину в совершении 4 убийств и описал детали. В течение летних и осенних месяцев 2024 года Гаськов под конвоем был доставлен на места совершения убийств с целью проведения следственных экспериментов, целью которых было воспроизведение опытным путём действий, обстановки и других обстоятельств, связанных с убийствами. Первой жертвой Гаськова по версии следствия стала абитуриентка одного из Московских колледжей. Он убил ее в июле 2002 года на территории лесопарка в городе Подольск. Второе и третье убийство Алексей Гаськов  совершил в один и тот же день на территории центрального городского парка в городе Пушкино, а августе 2002 года. Четвертое убийство произошло в ноябре того же года около студенческого общежития в Химках. 
Жертвой Гаськова стала учащуюся «Московского государственного института культуры» 23-летняя Агнес Каролина Сантистебан, в убийстве которой он подозревался 22 года назад - в 2002 году. Тело перуанки было обнаружено 17 ноября того же года в лесном массиве на расстоянии 300 метров от общежития, где она проживала. По данным судебно-медицинской экспертизы экспертизы, перед смертью девушка была изнасилована Алексеем Гаськовым. Своих жертв он выбирал случайным образом. В выборе жертв он не использовал никакого критерия. Гаськова не интересовало их телосложение, рост, цвет волос и так далее. Во время совершения нападения, Гаськов бил девушек тупым предметом сзади  по голове, а когда те теряли сознание, насиловал, после чего убивал. В трех из четырех случаев жертвы были задушены, одна умерла от последствий черепно-мозговой травмы.

Из показаний Алексея Гаськова.:
Привлекла меня ее внешность нерусская. Решил подойти познакомиться. Я ее оттащил и кинул с силой на землю. В район головы нанес несколько ударов. Девушка отключилась, я решил совершить с ней половой акт...
После ареста Алексей Гаськов стал проверяться на причастность к совершению аналогичных преступлений на территории Москвы, Московской области и других субъектов РФ.

## В массовой культуре
- Алексей Гаськов упоминается и показан в документальном фильме «Ген убийцы» из цикла «Криминальная Россия» (2006), посвящённом расследованию убийств, которые совершил его друг Михаил Юдин.